# Aeroporto di Petropavlovsk

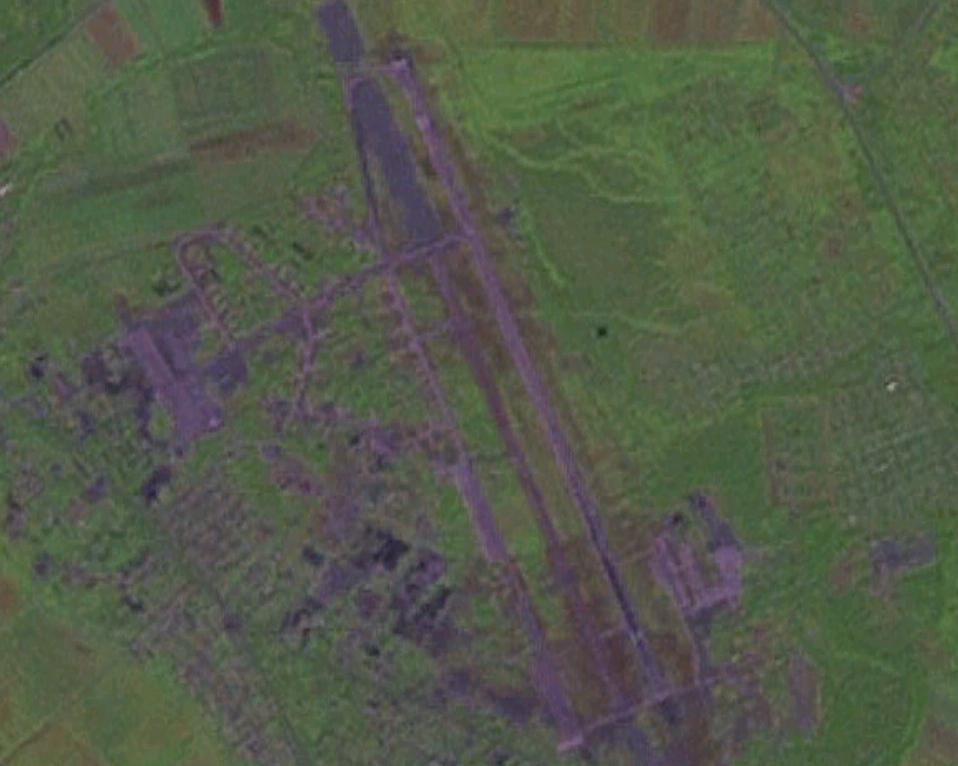
Vista satellitare dell'aeroporto di Elizovo.

L'aeroporto di Petropavlovsk-Kamčatskij, conosciuto anche come l'aeroporto Elizovo (dal nome della cittadina omonima), è un aeroporto internazionale situato nei pressi della città di Petropavlovsk-Kamčatskij, nel Territorio della Kamčatka, appartenente al Circondario federale dell'Estremo Oriente della Russia.

## Dati tecnici
L'aeroporto di Elizovo dispone di una pista attiva di classe A di cemento armato di 3.400 m x 60 m.
Il peso massimo al decollo dalla pista aeroportuale è di 600 tonnellate.
L'aeroporto è equipaggiato per l'atterraggio/decollo di tutti i tipi degli elicotteri e degli aerei Airbus A300, Airbus A310, Airbus A320, Airbus A330, Airbus A340, Boeing 737, Boeing 747, Boeing 757, Boeing 767, Boeing 777 e degli aerei Dassault Aviation Falcon, McDonnell Douglas, Ilyushin, Yakovlev, Tupolev, Antonov di tutti i tipi.
Il piazzale aeroportuale può ospitare fino a 24 aeromobili di medie e grandi dimensioni più otto aerei di piccoli dimensioni.
L'aeroporto ospita anche una base aerea militare russa che opera con elicotteri e degli intercettatori MiG 31 appartenenti all'865º Reggimento Caccia indipendente della Marina militare russa; gli oltre 20 aerei visibili via satellite alla fine del 2013 sono disposti in tre gruppi, vicino a nove shelter rinforzati appoggiati al fianco di una collina e un altro paio vicino in alcune piazzole di parcheggio; gli aerei del primo gruppo sono molto vicini tra loro, in modo da rendere difficile l'uscita e non è probabile siano operativi. In altre piazzole sono visibili vari bimotori, e quadrimotori ad ala dritta come l'Ilyushin Il-38.
La pista aeroportuale è aperta 24 ore al giorno per gli aerei delle compagnie aeree straniere. Per gli aerei delle compagnie aeree russe l'aeroporto è aperto nel periodo invernale dalle ore 20:00 fino alle ore 8:00 (ora UTC) e nel periodo estivo dalle ore 19:00 fino alle ore 7:00 (ora UTC).

## Collegamenti con Petropavlovsk-Kamčatskij
L'aeroporto di Petropavlovsk-Kamčatskij è facilmente raggiungibile dal centro cittadino con le linee no.101 e no.103 del trasporto pubblico municipale che collegano la Piazza Komsomol'skaja di città col Terminal Passeggeri dell'aeroporto. I tempi di percorrenza dell'autobus aeroportuale è di circa 40 minuti.